# Voortbrengende functie
De voortbrengende functie van een rij {\displaystyle a_{n}} is de machtreeks
{\displaystyle \sum _{n=0}^{\infty }a_{n}x^{n}}
Er wordt niet op gelet dat de machtreeks convergent is. Een voorbeeld is de voortbrengende functie van de constante rij {\displaystyle 1,1,1,\ldots }, die wordt gegeven door
{\displaystyle \sum _{n=0}^{\infty }x^{n}={\frac {1}{1-x}}}
Deze reeks is absoluut convergent voor {\displaystyle |x|<1}.
Voortbrengende functies worden onder andere als hulpmiddel gebruikt voor het oplossen van differentievergelijkingen en in de combinatoriek. De dirichletreeks komt als voortbrengende functie voor.